# Jodis delicatula
Jodis delicatula är en fjärilsart som beskrevs av W. Warren 1896. Jodis delicatula ingår i släktet Jodis och familjen mätare. Inga underarter finns listade i Catalogue of Life.